# جون ألتمان
جون ألتمان (بالإنجليزية: John Altman)‏ هو مغني وممثل بريطاني، ولد في 2 مارس 1952 في ريدنغ في المملكة المتحدة.

## وصلات خارجية
- جون ألتمان على موقع IMDb (الإنجليزية)
- جون ألتمان على موقع قاعدة بيانات الفيلم (الإنجليزية)